# بيتسي ماكلولين
بيتسي ماكلولين (بالإنجليزية: Betsy McLaughlin)‏ هي سيدة أعمال أمريكية، ولدت في 1962.